# Пам'ятник Іванові Франку (Коломия)
Пам'ятник Іванові Франку в Коломиї — пам'ятник визначному українському письменнику, поету, вченому і мислителю Іванові Яковичу Франку в місті Коломия, Івано-Франківської області відкритий 27 серпня 2012 року.

## Загальні дані
Скульпторами пам'ятника є Василь Андрушко (Коломия), член Національної спілки художників України та Василь Гурмак (Львів), професор Львівської національної академії мистецтв, архітектор проекту — Олег Пріць (Коломия), виконавець робіт з будівництва постаменту підприємець — Володимир Іванюк (Коломия). Майже трьохметровий пам'ятник відлито в бронзі львівським підприємством «ПікАрт».

Пам'ятник Івану Франку в Коломиї

Площа перед пам'ятником Івану Франку в Коломиї

## Історія
27 серпня 2011 року о 14:00 відбулось закладання наріжного каменю владою міста та губернатором. На встановлення пам'ятника було заплановано один рік, щоб приурочити відкриття до наступного дня міста. Восени 2011 велись роботи по встановленню самої площі під монумент. На виконання всіх робіт передбачався кошторис в розмірі приблизно 1 мільйону гривень (на той момент біля $125.000). За проектом передбачалось облаштувати навколо пам'ятника оновлений однойменний сквер.

## Іван Франко та Коломия
Іван Франко десять разів відвідував Коломию. Перше його знайомство з містом відбулося 1 березня 1880 року.
Через три дні по дорозі до Нижнього Березова, в Яблунові, Івана Франка та його товаришів за підозрою у соціалістичній пропаганді заарештували австрійські жандарми і заточили в коломийській ратуші, де розміщалася магістратська тюрма. У в'язниці він пробув три місяці.
Саме в Коломиї Каменяр написав «Гімн» («Вічний революціонер»), покладений на музику Миколою Лисенком, «На суді», «Вій, вітре, горою над сею тюрмою», «Всюди нівечиться правда», «Товаришам із тюрми» та інші вірші із циклу «Думи пролетарія».
У 1912 Іван Франко у Народному домі (тепер приміщення ощадної каси) читав коломиянам свою безсмертну поему «Мойсей». У Коломиї були вперше надруковані його твори «З вершин і низин», «Захар Беркут», «Перехресні стежки».

## Листівка з нагоди відкриття
З цієї нагоди культурологічний проект «Коломия наше місто» випустив пам'ятну листівку у двох варіантах: кольорова та в сепії. Листівка вийшла під номером 29 у серії ювілейних листівок під назвою: «Коломия — наше місто». Автором листівки є коломийський лікар Микола Ганущак, який представив громаді своє авторське бачення пам'ятника, хоча в оригіналі пам'ятник має інший вигляд.
|  |